# Козловский, Григорий Афанасьевич
Князь Григорий Афанасьевич Козловский (ранее 1627 — 1701) — русский военный и государственный деятель, голова, воевода, окольничий и боярин во времена правления Алексея Михайловича, Фёдора Алексеевича, правлении царевны Софьи Алексеевны, Ивана V и Петра I Алексеевичей.

## Биография
Представитель княжеского рода Козловских. Старший сын князя Афанасия Григорьевича Козловского. Имел брата стольника и воеводу князя Андрея Афанасьевича Козловского.
В 1627—1629 годах стольник патриарха Филарета. Пожалован в царские стольники, где упомянут в 1636—1658 годах.
В 1645 году воевода в Белозерске. В 1646 году четвёртый есаул в походе из Ливен в Белгород с боярином князем Одоевским. В 1647 году воевода в Рязани, велено ему по полученной информации идти в сход в Елец с воеводой Долгоруковым, если крымские войска войдут в рязанские земли. В январе 1648 года на бракосочетании царя Алексея Михайловича с Марией Ильиничной Милославской был четырнадцатым стольником для становления яств перед Государём, во время торжеств в Грановитой палате.  В 1648-1651 годах воевода в Яблонове. В апреле 1653 года послан в Литву пятым дворянином посольства при боярине князе Репнине.
Участвовал в русско-польской войне 1654—1667, в русско-шведской войне 1656—1658.
В мае 1654 года голова шестнадцатой сотни жильцов и тридцать первый есаул в Государевом полку в походе против польского короля, откуда в июне послан от Государя из Вязьмы под Красное головою первой сотни с князем Одоевским и окольничим Хитровым, в июле отправлен из государева стана под Смоленском в Кричев головою второй сотни жильцов в Ертаульном полку. В 1655 году исполнял обязанности стольника на различных мероприятиях. В июне этого года послан воеводою из Шклова, вторым воеводою к Калмыкам. В 1656 году голова в Государевом полку у стольников и стряпчих, участвовал в походе из Смоленска для взятия Риги, в июле послан с сотней при русских послах на съезд с польскими послами.
В 1658 году воевода в Вятке. В мае этого же года определён судьёю в Судный московский приказ, в июне встречал за земляным городом грузинского царя Теймураза, в октябре местничал с Лукой Владимировичем Ляпуновым. В сентябре 1659 года послан первым полковым воеводою в Могилёв, а в октябре указано ему быть вторым полковым воеводою в Смоленске.
Участвовал в подавлении восстания Ивана Нечая и белорусских крестьян Дениса Мурашки. По дороге из Смоленска в Могилев отряд Г. А. Козловского вёл операции против «изменников, и черкас, и мужиков, которые показачились». Участвовал совместно с войсками кн. И. И. Лобанова-Ростовского в успешной осаде Мстиславля и разгроме присланного неприятелем деблокадного войска. В составе объединённого войска должен был действовать и осаждать Старый Быхов, взятый в 1657 году казаками Нечая и ставший одной из их важнейших баз, однако из-за конфликта с Лобановым-Ростовским был отозван с фронта. В 1660 году сходный воевода в Путивле.
В 1661-1662 годах находился в польском плену и по возвращении из плена был принят Государём.
С февраля 1663—1668 годах воевода в Вятке. 17 сентября 1663 года начал строить Хлыновский (Вятский) кремль и строил его три года (Вятская летопись). В 1667 году местничал со Смирным Григорьевичем Свиньиным, и вновь с Лукой Владимировичем Ляпуновым. В 1668 был пожалован царём Алексеем Михайловичем в окольничие (1668—1676). В 1669—1673 годах — первый воевода в Киеве. В 1676 году послан вторым воеводою в Путивль и другие украинные города для охранения от прихода крымцев и турок. В 1677 году второй воевода войск против турок и крымцев. В 1678-1679 годах второй воевода войск правой руки, стоял у Киева. В 1682  пожалован в бояре и числился сорок третьим в Боярской думе, в январе подписал соборное уложение об отмене местничества. В апреле этого года дневал и ночевал у гроба царя Фёдора Алексеевича в Архангельском соборе.
В 1682-1684 годах воевода Симбирска. В 1683 основал крепость Сызран, возле которой вырос город Сызрань. В 1685 году отозван в Москву, показан в боярах и пожалован за службу золотой атласной шубой на соболях, золочёным кубком и придачей к окладу в 70 рублей. В этом же году послан вновь первым воеводою в Симбирск. В августе 1690 года указано ему быть вторым за новопоставленным патриархом Адрианом и за столом у Государей в Грановитой палате обедал. При царях Ивана V и Петре I Алексеевичах показан тридцать четвёртым боярином. В 1691 году местничал с царским родственником Львом Кирилловичем Нарышкиным и, вероятно, поэтому был лишён Государём боярского титула: "Честь у него, боярства отнять".
Был известен крайним упорством в местнических спорах.
20 августа 2016 года в Сызрани на собранные средства был установлен памятник воеводе Григорию Афанасьевичу Козловскому, основателю города Сызрани.

## Семья
От брака с неизвестной имел детей:
- Козловский Фёдор Григорьевич —  стольник
- Козловский Михаил Григорьевич — стольник, в 1682 году дневал и ночевал у гроба царя Фёдора Алексеевича.
- Козловский Степан Григорьевич — в 1682 году дневал и ночевал у гроба царя Фёдора Алексеевича. при царях Иване V и Петре I сорок девятый комнатный стольник, женат вторым браком на княжне Шаховской Анастасии Степановне.
- Елена Григорьевна урождённая Козловская (ум. 1700) — жена боярина Бориса Гаврииловича Юшкова (ум. 1717).